# Castle Huntly
Castle Huntly ist eine Burg im Carse of Gowrie, etwa elf Kilometer westlich von Dundee in der schottischen Council Area Perth and Kinross. Die Burg, die heute als Gefängnis genutzt wird, liegt nahe am Ufer des Firth of Tay und ist von der Verbindungsstraße von Dundee nach Perth aus sichtbar. Sie liegt auf einem felsigen Hügel und ist von Bauernland umgeben. In früheren Zeiten war dieses Land eine sumpfige Wildnis und diese abgeschiedene, gut zu verteidigende Lage war wohl der Grund, die Burg dort zu errichten.

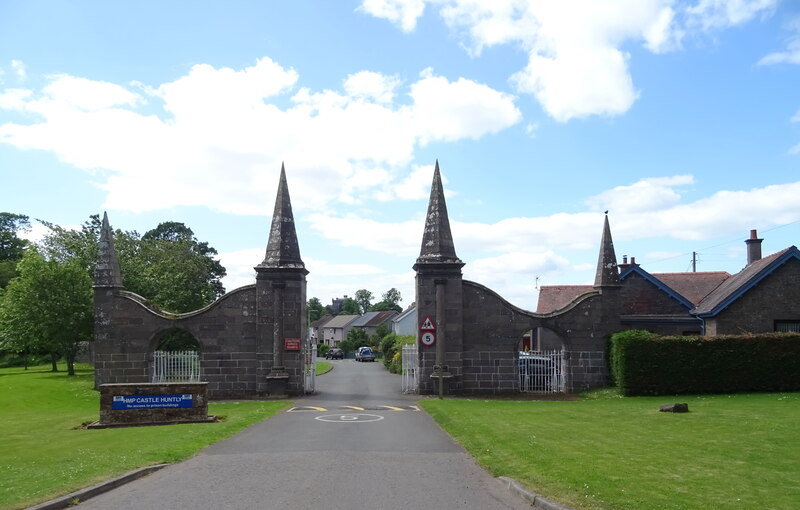
Nordpforte von Castle Huntly

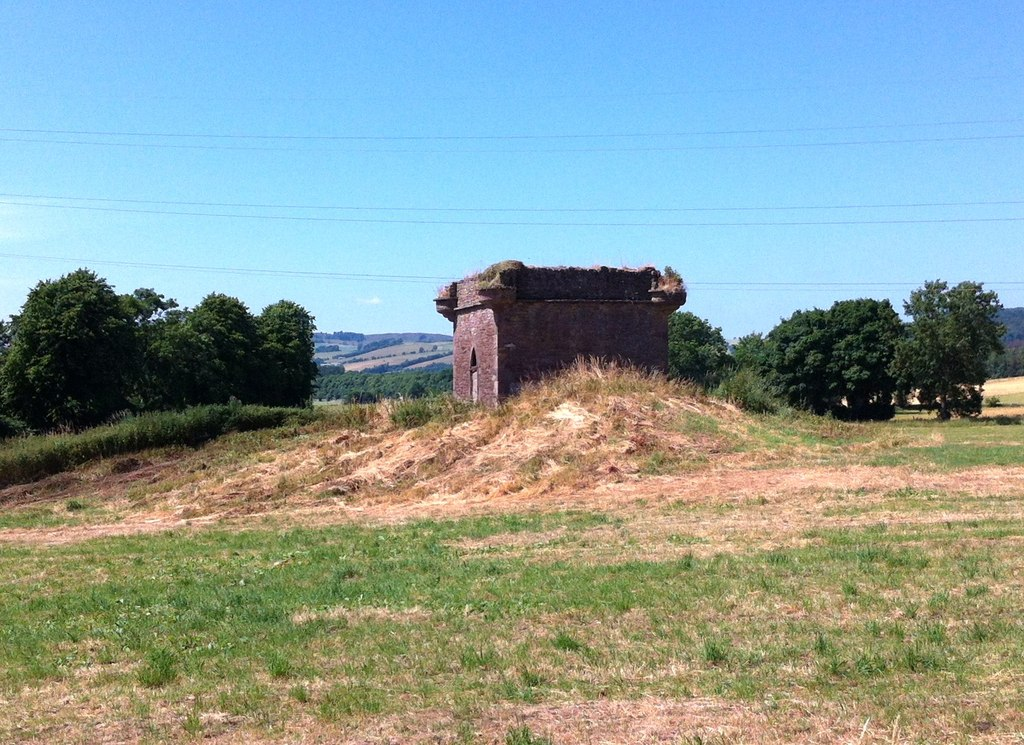
Taubenhaus von Castle Huntly

Die Burg, das ehemalige Eishaus sowie die Nordpforte sind als Denkmäler der höchsten Kategorie A klassifiziert. Das Taubenhaus ist hingegen ein Denkmal der Kategorie B.

## Geschichte
Castle Huntly wurde um 1452 für Baron Gray of Fowlis mit Genehmigung König Jakobs II. errichtet. 1614 erwarb der damalige Earl of Strathmore die Burg und benannte sie in Castle Lyon um. In den 1770er-Jahren verkaufte die Witwe des 7. Earl of Strathmore sie an George Paterson von der Ostindien-Kompanie. Der neue Besitzer nannte die Burg wieder Castle Huntly. Bis 1946, als Colonel Adrian Gordon Paterson starb, blieb die Burg in den Händen der Familie; dann verkaufte sie die Witwe an den Staat. 1947 wurde Castle Huntly als Korrektionsanstalt ausgebaut, dann wurde sie eine Einrichtung für junge Strafgefangene und schließlich ein Gefängnis für erwachsene Männer. Heute heißt die Einrichtung Her Majesty’s Prison Castle Huntly und ist das einzige offene Gefängnis in Schottland. Die meisten Strafgefangenen in der Einrichtung sind als mindergefährlich eingestuft und verbüßen Haftstrafen von bis zu zwei Jahren. Es gibt dort aber auch Insassen, die zu längeren Haftstrafen verurteilt sind, aber nur noch eine kurze Reststrafe verbüßen müssen.

## Die Weiße Frau und weitere Geschichten
Man sagt, dass die Burg von einer Weißen Frau heimgesucht wird, eine junge Frau, die ein fließendes, weißes Kleid anhat. Es gibt viele Geschichten über ihr Schicksal; eine davon besagt, dass sie eine Tochter aus der Familie ‚‘Lyon‘‘ war, die im 17. Jahrhundert in der Burg wohnte. Angeblich begann sie eine Affäre mit einem Diener und wurde, als ihre Liebschaft entdeckt wurde, in eine Schlafkammer hoch oben im Turm über den Wehrgängen verbannt. Sie konnte ihr Leiden nicht ertragen und sprang vom Turm in den Tod (oder wurde sie gestoßen?). Der Geist der Weißen Frau und über die Jahre einige Male gesehen, oft nachts auf dem Anwesen der Burg. Sie wurde auch in der Schlafkammer gesehen, in die sie eingesperrt worden war. Die Familien, die sie gesehen haben wollen, gaben an, dass sie keinen Schrecken verbreiten wollte und harmlos aussah.
Ein zweiter Geist, der die Burg heimsuchen soll, ist der eines jungen Burschen mit einer doppelbrüstigen Segeljacke. Er soll in dem Raum gesehen worden sein, von dem aus sich die Weiße Frau in den Tod gestürzt haben soll, und man spekuliert, dass er der Sohn von Colonel Adrian Gordon Paterson sein soll. Der einzige Sohn des Colonels, Richard, ertrank 1939 bei einem Bootsunfall auf dem Tay. Interessanterweise soll er in dem Raum erscheinen, der von der Weißen Frau belegt ist, und man meint, dass ihr Geist den Raum irgendwie „temperiert“ haben könnte, sodass andere Geister dort leichter erscheinen können.

## Quelle
- Grant Campbell: Scottish Hauntings. Piccolo.

Koordinaten: 56° 26′ 56″ N, 3° 8′ 2″ W